# Трезубов, Владимир Николаевич
Владимир Николаевич Трезубов (род. 18 июня 1945 года, Рязань, РСФСР, СССР) — советский и российский ортопед-стоматолог высшей квалификационной категории, Заслуженный деятель науки России (2003), лауреат премий Правительства России в области образования (2016), науки и техники (2018), лауреат премии Правительства Санкт-Петербурга  в области высшего образования и среднего профессионального образования   (2025),  изобретатель, педагог, доктор медицинских наук, профессор и завкафедрой ортопедической стоматологии и материаловедения с курсом ортодонтии Первого Санкт-Петербургского государственного медицинского университета им. акад. И. П. Павлова. В 2010 году награждён медалью ордена «За заслуги перед Отечеством» II степени. 

## Биография
В. Н. Трезубов родился в 1945 году в семье военнослужащего.
В 1967 году окончил Калининский государственный медицинский институт Минздрава РСФСР и аспирантуру того же института в 1973 году. С 1967 по 1969 год работал врачом-стоматологом ортопедического отделения городской стоматологической поликлиники г. Барнаула (Алтайский край). С 1969 года трудился на кафедре ортопедической стоматологии Калининского государственного медицинского института (врач-стоматолог-ортопед, аспирант, ассистент, доцент).
В 1973 году защитил кандидатскую диссертацию на тему: «Рентгеноцефалометрический анализ челюстно-лицевой области у лиц с ортогнатическим прикусом». В 1989 году защитил докторскую диссертацию на тему: «Приспособительные реакции у больных на ортопедическом стоматологическом приеме (особенности состояний эмоционального напряжения, их профилактика и коррекция)». Имеет ученое звание профессора. В 1989 году стал заведующим кафедрой ортопедической стоматологии Первого Санкт-Петербургского государственного медицинского университета им. акад. И. П. Павлова и работает в этой должности по настоящее время.
В 2010—2015 гг. Трезубов по совместительству работал заведующим кафедрой стоматологии, ортопедической стоматологии Санкт-Петербургского государственного университета и заведующим кафедрой дополнительного образования по стоматологическим специальностям Новгородского государственного университета им. Ярослава Мудрого ( 2015 г. по 2019).

## Общественная деятельность
Многие годы являлся экспертом стоматологом городского и областного бюро судебно-медицинской экспертизы. По заданию Генеральной прокуратуры (Следственного Комитета) России и благословению Русской православной церкви занимался экспертизой останков по уголовному делу об убийстве императорской семьи (Екатеринбург, 1992—1994, Санкт-Петербург, 2015—2019).
Член редколлегии ряда стоматологических журналов, включая «Стоматологию».

## Профессиональная и научная деятельность
В. Н. Трезубов занимается обучением стоматологов, зубных врачей и зубных техников во время пред- и последипломной практики. Также проводит лекции для повышения квалификации, семинары, занятия для специалистов в различных городах России для врачей. Последние 5 лет преподавал по совместительству в Новгородском университете им. Ярослава Мудрого, где занимал профессорскую должность. Индивидуально и в соавторстве В. Н. Трезубов опубликовал более 800 научных и учебно-методических работ, в том числе десятки методических разработок, 40 учебных пособий, 6 справочников, руководство, 4 словаря, 8 учебников с грифами Минздрава РФ и Министерства науки и высшего образования РФ.
За учебник для последипломной подготовки врачей «Стоматология» награждён золотой медалью «Лауреат Всероссийского выставочного центра ВДНХ», за «Энциклопедию ортопедической стоматологии» — дипломом Комитета по науке и высшей школе Правительства Санкт-Петербурга, за учебник «Клиническая стоматология» — дипломом конкурса изданий высших учебных заведений «Университетская книга — 2015» и дипломом лауреата победителя II Всероссийского конкурса на лучший учебник (2015). Все учебные пособия имеют клиническую направленность.
В. Н. Трезубов окончательно оформил создание Санкт-Петербургской школы ортопедов-стоматологов, основными научными направлениями которого являлись разработка и клинические испытания новых стоматологических материалов, инструментов, приспособлений, совершенствование, в том числе автоматизация методов диагностики, планирования, лечения и экспертной оценки качества оказания помощи в ортопедической стоматологии, исследование морфологии и функционального состояния жевательно-речевого аппарата в норме и при различной патологии. Под его научным руководством и при его консультировании защищены 11 докторских и 42 кандидатских диссертаций.
Ведет работу по созданию новых и совершенствованию известных материалов, методов диагностики, терапии, прогнозирования результатов лечения. Имеет 47 авторских свидетельств и патентов на изобретения, полезные модели, государственную регистрацию новых прикладных компьютерных программ с элементами искусственного интеллекта. Участвовал во многих всероссийских и международных научно-практических форумах.

## Награды и премии
- 1987 — Почетная грамота министра здравоохранения СССР Е.И. Чазова
- 2003 — Почетное звание «Заслуженный деятель науки России»[11];
- 2010 — Медаль ордена «За заслуги перед Отечеством»[5];
- 2016 — Лауреат премии Правительства России в области образования[12];
- 2018 — Медаль имени профессора А. К. Лимберга «За значительный вклад в развитие стоматологии» (ПСПб ГМУ им. И. П. Павлова)[13];
- 2018 — Лауреат премии Правительства Российской Федерации в области науки и техники[14]
- 2025 – Лауреат премии Правительства Санкт-Петербурга в области высшего образования и среднего профессионального образования[3]

## Семья
- Отец — Трезубов Николай Константинович (1919—2010).
- Мать — Трезубова Людмила Владимировна (1922—1979).
- Супруга  — Трезубова Валентина Алексеевна (род. 1946).
- Дочь — Ирина Владимировна (род. 1969).
- Сын — Владимир Владимирович (род. 1979).